# Raduchów
Raduchów – wieś w Polsce położona w województwie wielkopolskim, w powiecie ostrowskim, w gminie Sieroszewice. Leży nad Prosną, ok. 25 km na wschód od Ostrowa Wlkp.
Miejscowość przynależała administracyjnie przed rokiem 1887 do powiatu odolanowskiego, W latach 1975–1998 do województwa kaliskiego, a w latach 1887–1975 i od 1999 do powiatu ostrowskiego.
Wieś istniała już przed 1532 r. W 1579 r. zajmowała 2,5 łana, które uprawiało 4 zagrodników, 1 komornik i 2 rzemieślników. Właścicielką wsi była Jadwiga Kakawska z Kakawy. W 1618 r. w należącej wówczas do Andrzeja Zajączka wsi odnotowano młyn. Na przełomie XIX w. i XX w. w 10 domach mieszkało 86 osób (78 katolików i 8 protestantów). Miejscowe dominium miało powierzchnię 635 hektarów, które zamieszkiwało 127 mieszkańców w 9 domach. We wsi znajdowała się cegielnia, młyn wodny, mleczarnia i chów bydła oldenburskiego. W 1793 r. Kajetan Zajączek sprzedał majątek Kazimierzowi Biernackiemu. W 1920 r. przeszedł on w posiadanie Zdzisława Daszkiewicza.
Po 1945 folwark rozparcelowano, a dwór i zabudowania gospodarcze rozebrano. W dawnej szkole umieszczono remizę Ochotniczej Straży Pożarnej. 
W 1978 podjęto decyzję o budowie na Prośnie projektowanego do lat 30. zbiornika retencyjnego Wielowieś Klasztorna. W 2015 r. wydano w tej sprawie decyzję środowiskową. Zbiornik ma powstać w ciągu 10 lat kosztem ok. 1 mld zł. Do 2023 wywłaszczono pod inwestycję 2/3 przewidzianego areału. Większość mieszkańców opuściła swoje gospodarstwa. Na początku 2021 mieszkało tu już tylko 38 mieszkańców.